# Веће република и покрајина
Веће република и покрајина је било дом Скупштине СФРЈ од маја 1974. до јуна 1992. године. Установљено је Уставом СФРЈ, донетим 21. фебруара 1974, а поред њега други дом је био Савезно веће.
Састојало се од по 20 делегата које су бирале скупштине социјалистичких република и по осам делегата које су бирале скупштине социјалистичких аутономних покрајина. Након проглашења независноти појединих република СФРЈ, Веће република и покрајина је од краја 1991. функционисало само са делегатима из Србије и Црне Горе. Како је Скупштина СФРЈ наставила са обављањем својих дужности до формирања Савезне скупштине СРЈ, Веће република и покрајина престало је да постоји тек 11. јуна 1992. конституисањем Већа република Савезне скупштине СРЈ.

## Састав
Веће република и покрајина је сачињавало по дванаест делегата из скупштине сваке републике и по осам делегата из скупштине сваке аутономне покрајине. Делегацију су бирала и опозивала сва већа скупштине републике, односно скупштине аутономне покрајине, на заједничкој седници тајним гласањем. Делегати изабрани у Веће република и покрајина задржавали су мандат у скупштинама у којима су изабрани.
Веће је имало председника и потпредседника. Председник је представљао Веће, сазивао седнице Већа, председавао седницама Већа и потписивао одлуке и друге опште акте које је Веће доносило. Председник и потпредседник Већа бирали су се на четири године.
Веће република и покрајина могло је одлучивати самостално, равноправно са Савезним већем или на основу сагласности скупштина република и аутономних покрајина. Одлучивало је на седници на којој су биле заступљене све делегације скупштина република и скупштина аутономних покрајина и којој је присуствовала већина делегата. О питањима о којима се одлучивало на основу сагласности скупштина република и скупштина аутономних покрајина, Веће је одлучивало по делегацијама. Одлука се сматрала донесеном ако су за њу гласале све делегације.

## Надлежности

### Самосталне и равноправне
Веће република и покрајина самостално је: доносило законе о привременим мерама; утврђивало на предлог Председништва СФРЈ изворе и обим средстава и одлучивало о преузимању кредитних и других обавеза за потребе народне одбране и државне безбедности које би настале услед ванредних околности; претресало извештаје Савезног извршног већа и савезних органа управе, вршило политичку контролу над радом ових органа и својим смерницама усмеравало њихов рад; утврђивало политику извршавања савезних закона; вршило верификацију мандата и одлучивало о мандатно-имунитетским питањима својих делегата.
Савезно веће и Веће република и покрајина равноправно су: бирали и разрешавали председника и потпредседника односно потпредседнике Скупштине СФРЈ; бирали и разрешавали председника и чланове Савезног извршног већа, именовали и разрешавали савезне секретаре и друге одређене функционере и чланове колегијалних тела у савезним органима; бирали и разрешавали председника и судије Уставног суда и Савезног суда, именовали и разрешавали савезног друштвеног правобраниоца самоуправљања, именовали и разрешавали савезног јавног тужиоца; бирали и разрешавали чланове Савета федерације; ратификовали међународне уговоре који су захтевали доношење нових или измену важећих републичких и покрајинских закона; доносили одлуке о продужењу мандата делегата у Скупштини СФРЈ; доносили пословник о заједничком раду већа и о њиховим заједничким радним телима и одлуку о организацији и раду служби Скупштине.

### На основу сагласности
Веће република и покрајина је обезбеђивало усаглашавање ставова скупштина република и скупштина аутономних покрајина у областима у којима је доносило савезне законе на основу сагласности тих скупштина. На основу такве сагласности Веће је: доносило друштвени план; утврђивало политику и доносило савезне законе којима су се утврђивали односи у разним областима (монетарног система и емисије новца, девизног система, спољнотрговинског промета, кредитних и других економских односа с иностранством, образовања новчаних и девизних резерви и располагања њима, кад је то било од интереса за целу земљу, царинске и ванцаринске заштите, друштвене контроле цена производа и услуга, кредитирања бржег развоја привредно недовољно развијених република и аутономних покрајина, утврђивања прихода друштвено-политичких заједница који су се остваривалу опорезивањем производа и услуга у промету, система и извора средстава за финансирање федерације, утврђивања мера ограничења тржишта и слободног промета робе и услуга и мера које су биле основа за компензацију и начина и облика компензације, удруживања организација удруженог рада које су обављале привредну делатност и њихових удружења у привредну комору за целу територију Социјалистичке Федеративне Републике Југославије и обавезног удруживања организација удруженог рада у заједнице), давало аутентично тумачење савезних закона које је доносило; утврђивало укупан обим расхода буџета СФРЈ за сваку годину; одлучивало о оснивању фондова и преузимању обавеза СФРЈ; ратификовало међународне уговоре који су захтевали доношење нових или мењање важећих закона које је Веће доносило; и доносило пословник о свом раду.
Право предлагања савезних закона из делокруга Већа република и покрајина, који су се доносили на основу сагласности скупштина република и скупштина аутономних покрајина, имала је свака делегација и радно тело Већа, скупштина републике, односно скупштина аутономне покрајине и Савезно извршно веће.

## Председници Већа република и покрајина
| Председници Већа република и покрајина | Председници Већа република и покрајина | Председници Већа република и покрајина | Председници Већа република и покрајина | Председници Већа република и покрајина | Председници Већа република и покрајина | Председници Већа република и покрајина | Председници Већа република и покрајина |
| сазив                                  | број                                   | име и презиме                          | почетак мандата                        | крај мандата                           | напомена                               | реф                                    |                                        |
| -------------------------------------- | -------------------------------------- | -------------------------------------- | -------------------------------------- | -------------------------------------- | -------------------------------------- | -------------------------------------- | -------------------------------------- |
| 1974—1978.                             | 1                                      | Зоран Полич (1912—1997)                | 15. мај 1974.                          | 15. мај 1978.                          |                                        | [ 6 ]                                  |                                        |
| 1978—1982.                             | 1                                      | Зоран Полич (1912—1997)                | 15. мај 1978.                          | 15. мај 1982.                          |                                        | [ 7 ]                                  |                                        |
| 1982—1986.                             | 2                                      | Никола Кмезић (1919—2009)              | 15. мај 1982.                          | 13. мај 1983.                          | САП Војводина                          | [ 8 ]                                  |                                        |
| 1982—1986.                             | 3                                      | Антун Бубић (1929—)                    | 13. мај 1983.                          | 15. мај 1984.                          | СР Хрватска                            | [ 9 ]                                  |                                        |
| 1982—1986.                             | 4                                      | Миливоје Стијовић (1926—)              | 15. мај 1984.                          | 15. мај 1985.                          | СР Црна Гора                           | [ 10 ]                                 |                                        |
| 1982—1986.                             | 5                                      | Методи Антов (1924—1996)               | 15. мај 1985.                          | 15. мај 1986.                          | СР Македонија                          | [ 11 ]                                 |                                        |
| 1986—1992.                             | 6                                      | Миленко Бојанић (1924—1987)            | 15. мај 1986.                          | 15. мај 1987.                          | СР Србија                              | [ 12 ]                                 |                                        |
| 1986—1992.                             | 7                                      | Драшко Поповић (1928—2009)             | 15. мај 1987.                          | 15. мај 1988.                          | СР Босна и Херцеговина                 | [ 13 ]                                 |                                        |
| 1986—1992.                             | 8                                      | Абаз Казази (1929—)                    | 15. мај 1988.                          | 15. мај 1989.                          | САП Косово                             | [ 14 ]                                 |                                        |
| 1986—1992.                             | 9                                      | Миран Мејак (1927—2017)                | 15. мај 1989.                          | 25. јун 1991                           | СР Словенија                           | [ 15 ] [ 16 ]                          |                                        |
| 1986—1992.                             | в.д.                                   | Драгомир Ракић                         | 25. мај 1989.                          | 11. јун 1992.                          | в.д. као потпредседник                 |                                        |                                        |